# چرنوشن
چرنوشن (به لاتین: Chernoochene) یک منطقهٔ مسکونی در بلغارستان است که در شهرستان چرنوچن واقع شده‌است. چرنوشن ۳۳۵ نفر جمعیت دارد و ۵۶۴ متر بالاتر از سطح دریا واقع شده‌است.